# Dinastia Romanov
Dinastia Romanov (rusă Рома́нов) a fost a doua dinastie, după dinastia Rurik, și ultima dinastie imperială a Rusiei care a domnit din 1613 până în 1917. Din 1762 până la Revoluția din februarie din 1917, Imperiul Rus a fost condus de cinci generații din linia Casei de Oldenburg descendenți ai căsătoriilor dintre Marile Ducese Romanov și Duci de Holstein-Gottorp. Oficial această linie este numită Romanov, deși unii genealogi uneori o numesc Holstein-Gottorp-Romanov.

## Etimologie
Din punct de vedere legal, nu este clar când sau dacă un ukaz a  abolit numele lui Michael Romanov în momentul aderării sale la tronul Rusiei sau a ulterioarei descendențe a lui, deși prin tradiție, membrii dinastiilor foloseau rar numele de familie. Mai degrabă, ele sunt cunoscute ca titluri dinastice (Ivan Tareviciulk Alexeevici, Marele Duce Nikolai Nikolaevici, etc). Din 1761, conducătorii Rusiei descendenți din fiul Marei Ducese Anna Petrovna a Rusiei și a lui Carol Frederick, Duce de Holstein-Gottorp, nu mai făceau parte din dinastia Romanov, ci aparțineau dinastiei Holstein-Gottorp, ramură cadet a casei germane de Oldenburg. Numele de Romanov și Casa de Romanov erau deseori folosite în referințele oficiale al Casei Imperiale Ruse.
După Revoluția din Februarie, toți membrii familiei imperiale și-au dat numele de Romanov, prin decretul special al guvernului provizoriu din Rusia. Singura excepție erau descendenții Marelui Duce Dimitri Pavlovici, care, în exil, a luat numele de Il'insky.

## Origini
Familia Romanov împărțeau orginea lor cu o mulțime de alte familii nobile din Rusia. Cel mai vechi membru al familiei a fost Andrei Kobyla, un boier în slujba lui Simeon I al Moscovei. Generațiile de mai târziu i-au atribuit lui Koybla cea mai ilustră genealogie. O genealogie a secolului al XVIII-lea a susținut că el a fost fiul prințului prusac Glanda Kambila, care a venit în Rusia în a doua jumătate a secolului al XIII-lea, fugind de invadatorii germani. Într-adevăr unul dintre liderii rebeliunii prusace vechi din 1260-1274 împotriva Ordinului Teutonic a fost numit Glande.
Originea sa reală a fost mai puțin spectaculoasă. Unii membrii din rudele sale au avut ca porecle, termeni preluați din cai sau alte animale domestice, sugerând astfel coborârea de la una dintre ramurele regale. Unul dintre fii lui Kobyla, Feodor, un boier de la casa boierească al lui Dimitri Donskoi, a fost poreclit Koshka (pisică). Urmașii săi au preluat numele Koshkin, apoi l-au schimbat în Zakharin, iar o altă familie l-a despărțit mai târziu în: Zakharin-Yakovlev și Zakharin-Yuriev. În timpul domniei lui Ivan cel Groaznic, fosta familie a devenit cunoscută sub numele de Yakovlev, în timp ce nepoții lui Roman Zakharin-Yuriev și-au schimbat numele în Romanov.

## Ridicarea la putere

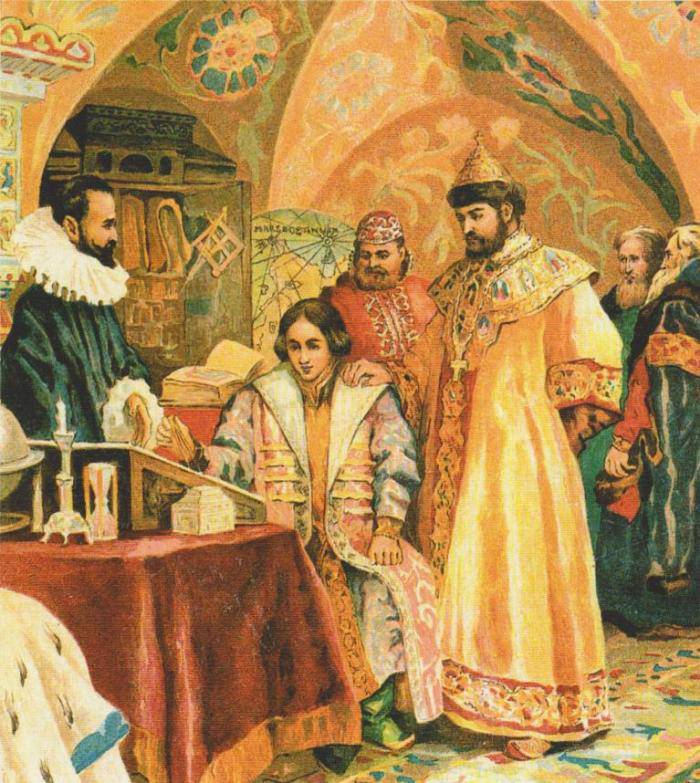
Boris Godunov supraveghând studiile fiului său

Averile familiei au crescut atunci când fiica lui Roman, Anastasia Zakharyina, s-a căsătorit cu Ivan al IV-lea în februarie 1547. Când soțul ei și-a asumat titlul de țar, ceea ce însemna literalmente Cezar, ea a fost încoronată prima țarină. Căsătoria lor a fost extrem de fericită, însă o moarte prematură și misterioasă în 1560 a schimbat caracterul lui Ivan. Suspectându-i pe boieri că i-au asasinat sotia, țarul a început un regim de teroare împotriva lor. Printre copiii Anastasiei,tareviciul Ivan a fost ucis de către țar într-o ceartă; tânărul Feodor, un prinț pios și letargic, a moștenit tronul la moartea tatălui său.

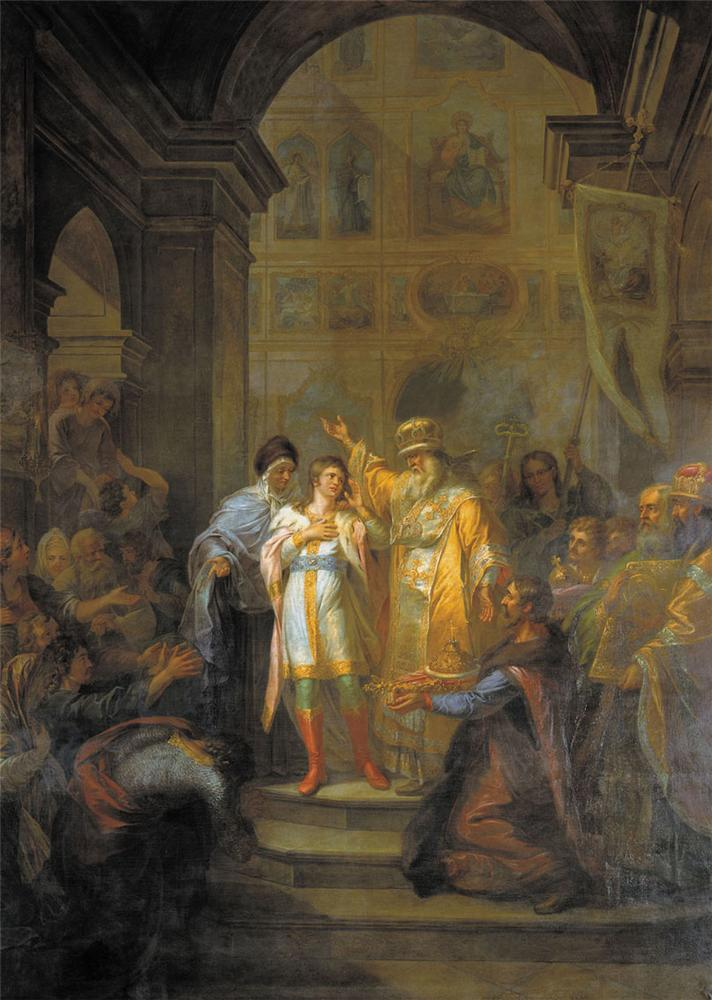
Pictură de Grigori Ugriumov reprezentându-l pe Mihail la 16 ani primind coroana la mănăstirea Ipatiev în 1613

De-a lungul domniei lui Feodor, guvernarea Rusiei a fost contestată între cumnatul său, Boris Godunov, și verii lui din familia Romanov. La moartea lui Feodor care nu a avut moștenitori, linia veche de 700 de ani (Moscova Ruriks) a ajuns la capăt. După o luptă lungă, grupul lui Boris Godunov a trimufat în fața Romanovilor, iar cel dintâi a fost ales noul Țar în 1599. Răzbunarea lui Godunov asupra Romanovilor a fost teribilă: toată familia și rudele sale au fost deportați în colțurile îndepărtate ale Rusiei de Nord și Urali, unde majoritatea dintre ei au murit de foame sau în lanțuri. Liderul familiei, Feodor Nikitici Romanov, a fost exilat la Mănăstirea Antoniev Siysky unde a fost forțat să depună jurăminte monarhale cu numele de Filaret.
Averea Romanovilor s-a schimbat dramatic odată cu căderea dinastiei Godunov, în iunie 1605. Ca fost lider al grupului anti-Godunov și vărul ultimului țar legitim, Filaret Romanov a fost căutat de impostorii care au încercat să pretindă moștenirea Rurik și tronul în Timpurile tulburi. Falsul Dmitri I l-a făcut metropolitan iar falsul Dimitri al II-lea l-a ridicat la demnitatea de patriarh. După expluzarea polonezilor din Moscova în 1612, Zemsky Sobor a oferit coroana rusească mai multor prinți Rurik și Gedimin, însă mulți dintre ei au refuzat onoarea.
Când s-a oferit coroana, fiul lui Filaret, Mihail Romanov în vârstă de 16 ani, a părăsit Mănăstirea Ipatiev din Kostroma, izbucnind în lacrimi de frică și disperare. În cele din urmă a fost convins să accepte tronul de către mama sa, Ksenia Ivanovna Șestova, care l-a binecuvântat cu imaginea Sfântului Teodor. Simțind cât de nesigur era tronul său, Mihail a încercat să evidențieze legăturile sale cu ultimii țari Rurik și a cerut sfatul Ambasadei Pământului pentru fiecare problemă importantă. Această strategie s-a dovedit de succes. Primii Romanovi au fost iubiți de populație.

## Perioada crizei dinastice
Mihail a fost succedat de fiul său Alexei, care a condus țara în liniște prin numeroase probleme. La moartea sa, a existat o perioadă de lupte dinastice între copiii lui concepuți cu prima sa soție, Maria  Ilyinichna Miloslavskaya (Feodor al III-lea, Sofia Alexeevna și Ivan al V-lea) și a fiului său din cea de-a doua căsătorie cu Natalia Kirilovna Narîșkina, viitorul Petre cel Mare. Noi lupte dinastice au urmat după moartea lui Petre. Singurul său fiu supraviețuitor, Alexei, nu a suportat modernizarea Rusiei făcută de Petre. El a fost arestat și a murit în închisoare, la scurt timp după aceea. Aproape de sfârșitul vieții sale, Petre a reușit să modifice tradiția succesiunii care îi permitea să numească propriul moștenitor. Puterea a trecut în mâinile a celei de-a doua soții, Împărăteasa Ecaterina. Timp de cinci ani, linia de sex masculin a Romanovilor s-a încheiat cu moartea lui Petre al II-lea.

## Dinastia Holstein-Gottorp-Romanov
Dinastia Holstein-Gottorps a Rusiei a păstrat prenumele de Romanov, subliniind descendența lor maternă de la Petru cel Mare, prin Anna Petrovna (fiica mai mare a lui Petru I, prin a doua soție). În 1742, Împărăteasa Elisabeta a Rusiei  l-a adus pe fiul Annei, nepotul ei, Peter de Holstein-Gottorps, la Sankt Petersburg și l-a proclamat moștenitorul ei iar în timp dorea să-l căsătorească cu o prințesă germană, Sofia de Anhalt-Zerbst (cunoscută sub numele de Ecaterina cea Mare). Fiul Ecaterinei, Pavel I era mândru să fie stră-strănepotul unei ilustre monarhii rusești, deși mama sa a scris în memoriile sale că tatăl natural al lui Pavel a fost iubitul ei, Serge Saltykov, și nu Petru, soțul ei. Dureros de conștient de riscurile ce decurg din luptele de succesiune, Pavel a declarat legi de casă pentru Romanovi - așa-numitele Legi Paveline, printre cele mai stricte din Europa - care stabileau legea semi-salică ca regulă de succesiune la tron, care necesita credința ortodoxă pentru monarhi și dinastii, precum și pentru consoartele monarhilor și a celor mai apropiați moștenitori în linie. Mai târziu, Alexandru I, răspunzând la căsătoria morganatică a fratelui și moștenitorului său, a adăugat cerința care impunea tuturor membrilor dinastiilor rusești în linie masculină să fie egali din naștere.

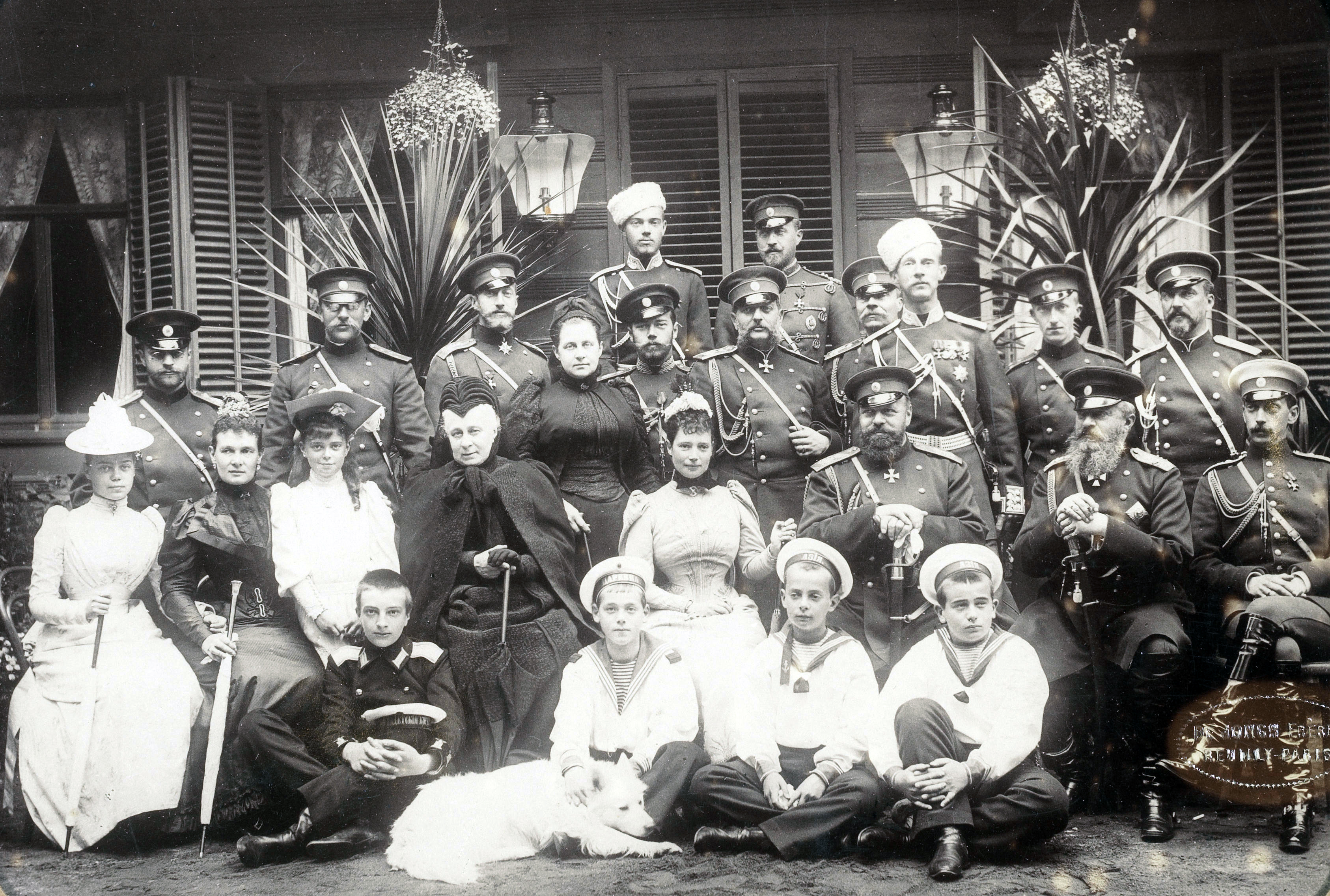
O adunare a membrilor familiei Romanov în 1892, la Krasnoe Selo. (Rândul din față) Marea Ducesă Xenia, Marea ducesă Maria Pavlovna cea tânără, Marea Ducesă Elena Vladimirovna, Marea Ducesă Alexandra Iosifovna, Împărăteasa Maria Feodorovna, Țatul Alexandru al III-lea, Marele Duce Michael Nikolaevich și Marele Duce Paul Alexandrovich. (rândul din spate) Ducele Carl Michael și Georg de Mecklenburg Stretlitz (stră-strănepot al Țarului Pavl I), Marele Duce Konstantin Konstantinovich, sora sa Olga Regina Hellenilor, Tsarevcih Nicholas (mai târziu Țarul Nicolae al II-lea), Marele Duce Vladimir Alexandrovich, Marele Duce Dimitri Constantinovich (cu pălăria albă), Ducele Peter de Oldenburg (stră-strănepot al Țarului Pavel I), și George Maximilianovich, Duce de Leuchtenberg (stră-strănepot al Țarului Nicolae I).(Rândul din spate) Marele Duce Sergei Mikhailovich, Marele Duce Nicholas Nicholaievich cel tânăr, Ducele Alexandru de Oldenburg. Băieții din față sunt Marele Duce Alexei Mikhailovich (în uniforma militara neagră), Marele Duce Michael Alexandrovich și frații săi Marele Duce Andrei și Marele Duce Boris Vladimirovich de Rusia.

Pavel I a fost asasinat în palatul său în Saint Petersburg. Alexandru I l-a urmat la tron și mai târziu a murit fără a lăsa nici un moștenitor de sex masculin. Fratele său, Nicolae I, i-a urmat la tron. Nicolae I a avut patru fii, educați pentru o eventuală guvernare a Rusiei și pentru cariere militare de succes.
Alexandru al II-lea, fiul lui Nicolae I, a devenit următorul Împărat rus în 1855, în mijlocul războiului Crimeei. Alexandru a considerat că sarcina lui era de a menține pacea în Europa și Rusia. Cu toate acestea, el credea că doar o țară cu o armată puternică ar putea păstra pacea. Acordând o atenție deosebită armatei, oferind mai multă libertate Finlandei și elberând iobagii în 1861, el a câștigat mai mult sprijin popular.
Viața familiei sale ajunsese să fie tulburată. Iubita lui soție, Maria Alexandrovna, a murit de boală pulmonară, dizolvând apropriații familiei sale și căsătorindu-se cu amanta lui, Prințesa Caterina Dolgoruki. Legitimizarea copiilor Caterinei și zvonul că el a plănuit încoronarea noii sale soții ca împărăteasă, a provocat tensiuni în toată familia Romanov. În special, marile ducese erau scandalizate de perspectiva de subordonare a unei femei care a purtat mulți copii nelegitimi ai lui Alexanderu în timpul vieții soției sale.  Înainte ca Prințesa Caterina să fie ridicată în rang, pe 13 martie 1881, Alexandru al II-lea a fost asasinat de o bombă aruncată de Ignacy Hryniewiecki. Patriotismul slavic, renașterea culturală și ideile Panslaviste au crescut importanța în a doua jumătate a acelui secol, evocând așteptări mai mari decât o dinastie cosmopolită. Câteva căsătorii au fost aranjate cu prințese din alte monarhii slave și regate ortodoxe (Grecia, Muntenegru și Serbia). La începutul secolului al XX-lea o serie de prințese din linia cadet au avut permisiunea să se căsătorească cu nobili mari din Rusia - în timp ce până în 1850, practic toate căsătoriile se încheiau cu prinți germani.
Alexandru al II-lea a fost urmat de fiul său, Alexandru al III-lea, al doilea țar Romanov care a fost responsabil pentru reforme conservatoare în Rusia. Niciodată menit să fie împărat, el a fost educat și pregătit pentru a conduce statul abia după ce a murit fratele său mai mare, Țareviciul Nicolae. Această lipsă de educație e posibil să-i fi influențat politica, precum și cea a fiului său, Nicolae al II-lea. Alexandru al III-lea, temându-se de soarta pe care o avusese tatal său, a întărit regula autocratică în Rusia. Multe dintre reformele liberale impuse de Alexandru al II-lea erau schimbate de fiul său. La moartea fratelui său, nu a moștenit doar tronul, ci și o logodnică, prințesa daneză Maria Feodorovna. În ciuda naturii contrastate, căsătoria a fost considerată armonioasă, producând șase copii și dobândind reputația de primul țar care nu și-a luat amantă.
Fiul său mai mare, Nicolae, a devenit împărat la moartea lui Alexandru al III-lea, decedat la 49 de ani din cauza unei boli la rinichi. După o lună de la înmormântarea tatălui său, Nicolae s-a logodit cu Alix de Hesse-Darmstadt, nepoata favorită a reginei Victoria a Angliei. Deși era un om inteligent și bun la suflet, a fost tentat să lase intacte politicile dure ale tatălui său. Cu toate acestea, când a preluat controlul asupra armatei în timpul Primului Război Mondial, soția sa a încercat să influențeze afacerile guvernamentale. Devotamentul bine-cunoscut al său a rănit reputația dinastiei în timpul razboiului, atât din cauza originii sale germane  cât și din cauza relației unice cu Rasputin. Fiul lor, Alexei, moștenitorul mult așteptat al tronului, suferea de crize de agonie și sângerări prelungite. Nicolae și Alix au avut patru fiice: Olga, Tatiana, Maria și Anastasia.
Cei șase reprezentanți țar ai liniei Holstein-Gottorp-Romanov au fost: Pavel (1796–1801), Alexandru I (1801–1825), Nicolae I (1825–55), Alexandru al II-lea (1855–81), Alexandru al III-lea (1881–94) și Nicolae al II-lea (1894–1917).

## Prăbușirea

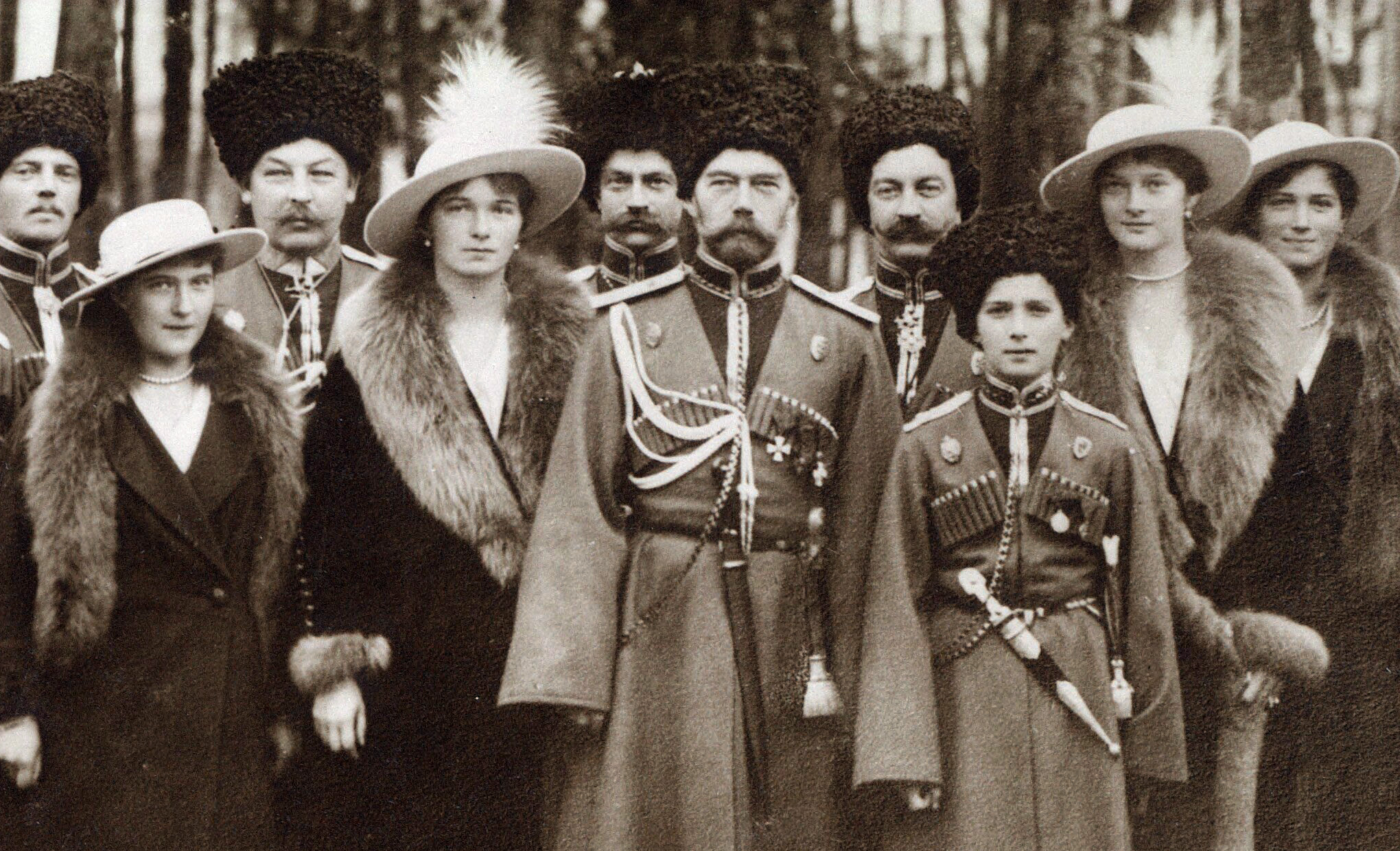
Familia Romanov vizita un regiment în timpul Primului Război Mondial. De la stânga la dreapta, Marea Ducesă Anastasia, Marea Ducesă Olga, Țarul Nicolae al II-lea, Țareviciul Alexei, Marea Ducesă Tatiana, Marea Ducesa Maria și Kuban Cossacks.

Revoluția din Februarie 1917 a dus la adbicarea lui Nicolae al II-lea în favoarea fratelui său Marele Duce Mihail Alexandrovici. Acesta din urmă a refuzat să accepte autoritatea imperială care delega guvernul provizoriu în așteptarea unui viitor referendum. Această acțiune a încheiat în mod eficient dinastia Romanov. Alexei l-a urmat pe Nicolae al II-lea ca împărat al Rusiei, deși a rămas prizonier pentru restul vieții sale scurte. Unchiul său Mihail a devenit împărat abia după moartea lui Alexei în 1918. Însă și Mihail se afla în captivitate și a fost executat de bolșevici în luna următoare.
După Revoluția din Februarie, Nicolae al II-lea și familia sa au fost puși sub arest la domiciliu în Palatul Alexandru. Mai mulți membrii ai familiei imperiale, printre care Marele Duce Cyril Vladimirovich de Rusia, care a reușit să stabilească relații bune cu guvernul interimar și în cele din urmă a fugit din țară în timpul Revoluției din Octombrie.

## Execuția Țarului și a familiei

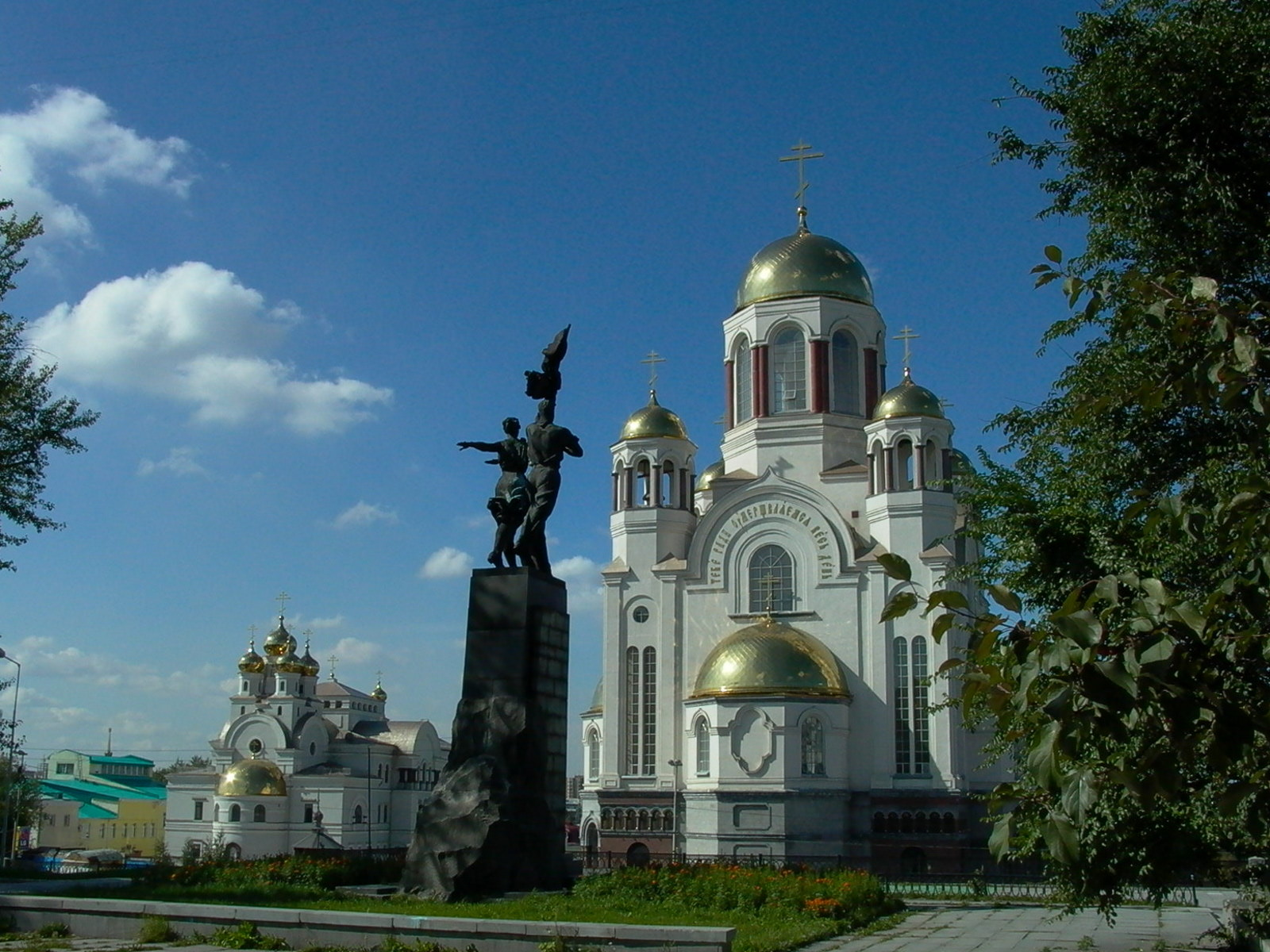
Yekaterinburg's "Biserica", construită în locul unde ultimul Țar si familia sa au fost uciși.

La data de 17 iulie 1918, autoritățile bolșevice care acționau la ordinele lui  Iakov Sverdlov de la Moscova și condus la nivel local de către Filip Goloschekin și Iakov Zurovskz, l-au împușcat pe Nicolae al II-lea, pe rudele sale apropiate, și pe alți patru funcționari în pivnița Casei Ipatiev din Ekaterinburg.
Familiei i se spusese că aceștia trebuiau să facă niște fotografii pentru a demonstra poporului că încă sunt în viață. Membrii familiei au fost aranjați corespunzător și lăsați singuri pentru câteva minute, apoi au fost introduși pistolarii care au început să tragă. Fetele nu au murit de la primele focuri, deoarece gloanțele s-au prins în bijutieriile cusute în corsete și în rochii. Agresotii au încercat să le înjughie cu baionetele, apoi au împușcat fiecare fată în cap de la mică distanță.
În mod ironic, Casa Ipatiev avea același nume ca și Mănăstirea Ipatiev din Kostroma, unde lui Mihail Romanov i s-a oferit coroana Rusiei în 1613.

## Executarea familiei extinse
La 18 iulie 1918, a doua zi după asasinarea țarului și familiei sale, membrii ai familiei extinse imperiale ruse au cunoscut o moarte brutală, fiind uciși în apropiere de Alapayevsk de către bolșevici. Membrii asasinați au fost: Marele Duce Serghei Mihailovici al Rusiei, Prințul Ioan Konstantinovici al Rusiei, Prințul Konstantin Konstantinovici al Rusiei, Prințul Igor Konstantinovici al Rusiei și Prințul Vladimir Pavlovici Paley, Varvara Iakovleva secretara Marelui Duce Serghei, Marea Ducesă Elisabeta Fiodorovna, o nepoată a reginei Victoria și sora mai mare a Țarinei Alexandra. Marea Ducesă Elisabeta a fondat o manastire după 1905 când a fost asasinat soțul ei, Marele Duce Serghei Alexandrovici, și a donat toata averea sa săracilor, devenind călugăriță, însă a fost ucisă chiar și așa. În ianuarie 1919, autoritățile revoluționare i-au executat pe: Prințul Dmitri Konstantinovici, Prințul Nikolai Mihailovici, Prințul Pavel Aleksandrovici și Prințul George Mihailovici care fuseseră ținuți în închisoarea Petru și Pavel din Cetatea Petrograd.
Trupurile au fost recuperate de către Armata Albă în 1918 care însă a ajuns prea târziu ca să-i mai salveze. Trupurile au fost așezate în sicrie și au fost plimbate prin Rusia în timpul luptelor dintre Armata Albă și Armata Roșie. În 1920 sicriele au fost îngropate într-o fostă misiune rusă de la Beijing. În 1981 Prințesa Elisabeta a fost canonizată de Biserica Ortodoxă Rusă din afara Rusiei, iar în 1992 de către Patriarhia Moscovei. În 2006, reprezentanți ai familiei Romanov făceau planuri de a reînmormânta rămășițele în altă parte. Orașul este loc de pelerinaj în memoria Elisabetei Romanov.

## Romanovi contemporani
Au existat numeroase raportări nefondate de impostori Romanov care au pretins a fi membri ai familiei țarului Nicolae al II-lea, cel mai cunoscut caz fiind Anna Anderson. Cercetarea a dovedit însă clar faptul că toți Romanovii ținuți prizonieri în interiorul casei Ipatiev din Ekaterinburg au fost uciși cu brutalitate.  Descendenții Xeniei și Olgăi, cele două surori ale lui Nicolae al II-lea, au supraviețuit până în zilele noastre.
Marele Duce Kiril Vladimirovici, descendentul direct pe linie masculină al țarului Alexandru al II-lea al Rusiei, a pretins șefia fostei case imperiale a Rusiei și și-a asumat titlul de "împărat și autocrat al tuturor rușilor" în 1924, când dovada că toți pretendenții anteriori au fost uciși a fost definitivă. El a fost urmat de singurul său fiu, Vladimir Kirilovici. Singurul copil al lui Vladimir, Maria Vladimirovna, este actualul pretendent; singurul ei copil din căsătoria cu Prințul Franz Wilhelm al Prusiei, George Mihailovici, este moștenitor aparent însă sunt în viață și alți descendenți ai ramurei junior a Casei Holstein-Gottorp-Romanov. Asociația familiei Romanov, o asociație privată cu cei mai mulți dintre descendenții țarului Pavel I al Rusiei nu are nici o pretenție la fostul tron însă contestă calitatea de șef actual a casei. Aceste două grupuri continuă să aibă diferențe de opinie.

## Conducători Ruși ai Dinastiei Romanov

### Țari ai Dinastiei Romanov
| Poz                                    | Portret    | Nume                                                                                | Domnie      | Dinastie | Note | Blazon |
| -------------------------------------- | ---------- | ----------------------------------------------------------------------------------- | ----------- | -------- | --- | ------ |
| 19                                     | Mihail I   | Mihail I (21 iunie 1596, Moscova – 23 iulie 1645, Moscova)                          | 1613 – 1645 | Romanov  | Fiu al lui Feodor Romanov și al Mariei Ivanovna Saltikov. A fost ales țar în 1613 de către Zemski Sobor; este fondatorul dinastiei Romanov care a domnit în Rusia până în 1917.                    |        |
| 20                                     | Alexis I   | Alexei I Țarul cel mai Pașnic (19 martie 1629, Moscova – 8 februarie 1676, Moscova) | 1645 – 1676 | Romanov  | Fiu al lui Mihail I și Evdochia Streșnieva. |        |
| 21                                     | Feodor III | Feodor al III-lea (9 iunie 1661, Moscova – 7 mai 1682, Moscova)                     | 1676 – 1682 | Romanov  | Fiu al lui Alexei I și al Maria Miloslavskaia. |        |
| Regență (1682 - 1689): Sofia a Rusiei. |            |                                                                                     |             |          | |        |
| 22                                     | Ivan V     | Ivan al V-lea (6 septembrie 1666, Moscova – 8 februarie 1696, Moscova)              | 1682 – 1696 | Romanov  | Fiu al lui Alexei I și al Maria Miloslavskaia. A domnit împreună cu fratele său după tată Petru I din 1682 până la moartea sa în 1696.                                                             |        |
| 23                                     | Petru I    | Petru I cel Mare (9 iunie 1672, Moscova – 8 februarie 1725, Sankt-Petersburg)       | 1682 – 1721 | Romanov  | Fiu al lui Alexei I și al Natalia Narîșkina. A domnit împreună cu fratele său după tată Ivan al V-lea până la moartea acestuia în 1696 apoi a guvernat singur până în 1721 când a devenit împărat. |        |

## Împărați ai Rusiei(1721-1917)
| Poz                                                                         | Portret         | Nume | Domnie          | Dinastie                 | Note | Blazon |
| --------------------------------------------------------------------------- | --------------- | --- | --------------- | ------------------------ | --- | ------ |
| 23                                                                          | Petru I         | Petru I cel Mare (9 iunie 1672, Moscova – 8 februarie 1725, Sankt-Petersburg)                              | 1721 – 1725     | Romanov                  | Țar din 1682, el a devenit primul împărat al Imperiului rus din 1721 până la moartea sa în 1725. |        |
| 24                                                                          | Ecaterina I     | Ecaterina I (15 aprilie 1684, Livonie – 17 mai 1727, Sankt-Petersburg)                                     | 1725 – 1727     | Romanov                  | A doua soție a țarului Petru cel Mare. |        |
| 25                                                                          | Petru al II-lea | Petru al II-lea (23 octombrie 1715, Sankt-Petersburg – 30 ianuarie 1730, Moscova)                          | 1727 – 1730     | Romanov                  | Fiu al lui Alexei Petrovici, Țarevici al Rusiei și al Charlotte Christine de Brunswick-Wolfenbüttel, nepotul țarului Petru I al Rusiei. |        |
| 26                                                                          | Anne I          | Anna I (7 februarie 1693, Moscova – 28 octombrie 1740, Moscova)                                            | 1730 – 1740     | Romanov                  | A patra fiică a țarului Ivan al V-lea al Rusiei și a Prascovia Saltikova, nepoata fe frate a țarului Petru I al Rusiei. |        |
| Regență (1740 - 1741): Ernst Johann von Biron și Anna Leopoldovna a Rusiei. |                 | |                 |                          | |        |
| 27                                                                          | Ivan VI         | Ivan al VI-lea (23 august 1740, Sankt-Petersburg – 16 iulie 1764, Shlisselburg)                            | 1740 – 1741     | Romanov                  | Fiu al Annei Leopoldovna a Rusiei și Antoine-Ulrich Brunswick-Wolfenbüttel, nepot al țarului Ivan al V-lea al Rusiei. Sub regența mamei sale, el a fost răsturnat la 6 decembrie 1741 și a fost închis în cetatea Shlisselburg, unde a fost asasinat în 1764.                                     |        |
| 28                                                                          | Elisabeta I     | Elisabeta I (29 decembrie 1709, Kolomenskoie – 5 ianuarie 1762, Sankt-Petersburg)                          | 1741 – 1762     | Romanov                  | Fiica țarului Petru I al Rusiei și a țarinei Ecaterina I a Rusiei. |        |
| 29                                                                          | Petru III       | Petru al III-lea (21 februarie 1728, Kiel – 17 iulie 1762, Ropcha)                                         | 1762            | Holstein-Gottorp-Romanov | Fiu al lui Karl Frederic, Duce de Holstein-Gottorp și a Marii Ducese Anna Petrovna a Rusiei, nepot al țarului Petru I al Rusiei. După 6 luni de domnie el a fost răsturnat de o lovitură de stat organizată de soția sa și viitoarea țarină Ecaterina a II-a și este ucis câteva zile mai târziu. |        |
| 30                                                                          | Ecaterina II    | Ecaterina a II-a cea Mare (21 aprilie 1729, Stettin – 17 noiembrie 1796, Sankt-Petersburg)                 | 1762 – 1796     | Holstein-Gottorp-Romanov | Soția țarului Petru al III-lea al Rusiei; și-a dat soțul jos printr-o lovitură de stat și a domnit 34 de ani. |        |
| 31                                                                          | Pavel I         | Pavel I (1 octombrie 1754, Sankt-Petersburg – 23 martie 1801, Moscova)                                     | 1796 - 1801     | Holstein-Gottorp-Romanov | Fiu al țarului Petru al III-lea al Rusiei și al țarinei Ecaterina a II-a a Rusiei. A murit asasinat în 1801 de un grup de ofițeri ruși. |        |
| 32                                                                          | Alexandru I     | Alexandru I (23 decembrie 1777, Sankt-Petersburg – 1 decembrie 1825, Taganrog)                             | 1801 – 1825     | Holstein-Gottorp-Romanov | Fiu al țarului Pavel I al Rusiei și al Sophie Dorothea de Württemberg. |        |
| 34                                                                          | Nicolae I       | Nicolae I (6 iulie 1796, Gatchina – 2 martie 1855, Sankt-Petersburg)                                       | 1825 – 1855     | Holstein-Gottorp-Romanov | Fiu al țarului Pavel I al Rusiei și al Sophie Dorothea de Württemberg. |        |
| 35                                                                          | Alexandru II    | Alexandru al II-lea Eliberatorul (29 aprilie 1818, Moscova – 13 martie 1881, Sankt-Petersburg)             | 1855 - 1881     | Holstein-Gottorp-Romanov | Fiu al țarului Nicolae I al Rusiei și al Alexandra Feodorovna a Rusiei. A fost asasinat la 13 martie 1881 într-un atent cu bombă organizat de gruparea teroristă "Voința poporului". |        |
| 36                                                                          | Alexandru III   | Alexandru al III-lea (10 martie 1845, Sankt-Petersburg – 1 noiembrie 1894, Yalta)                          | 1881 – 1894     | Holstein-Gottorp-Romanov | Fiu al țarului Alexandru al II-lea al Rusiei și al Maria de Hesse și de Rin. |        |
| 37                                                                          | Nicolae II      | Nicolae II Pacificatorul sau Sfântul țar Nicolae (18 mai 1868, Țarskoe Selo – 17 iulie 1918, Ekaterinburg) | 1894 - 1917     | Holstein-Gottorp-Romanov | Fiu al țarului Alexandru al III-lea al Rusiei și Dagmar a Danemarcei. După Revoluția din Februarie el abdică la 15 martie 1917 apoi el și familia sa au fost închiși la Villa Ipatiev unde au fost asasinați de bolșevici în noaptea de 16 spre 17 iulie 1918.                                    |        |
| 38                                                                          | Mihail II       | Mihail II (22 noiembrie 1878, Sant-Petersburg – 12 iunie 1918, Perm)                                       | 15-16 mars 1917 | Holstein-Gottorp-Romanov | Fiu al țarului Alexandru al III-lea al Rusiei și Dagmar a Danemarcei. Desemnat de Nicolae al II-lea ca succesor după abdicarea sa de la 15 martie 1917, el a abdicat la rândul său a doua zi. A fost asasinat de bolșevici anul următor.                                                          |        |

## Arbore genealogic

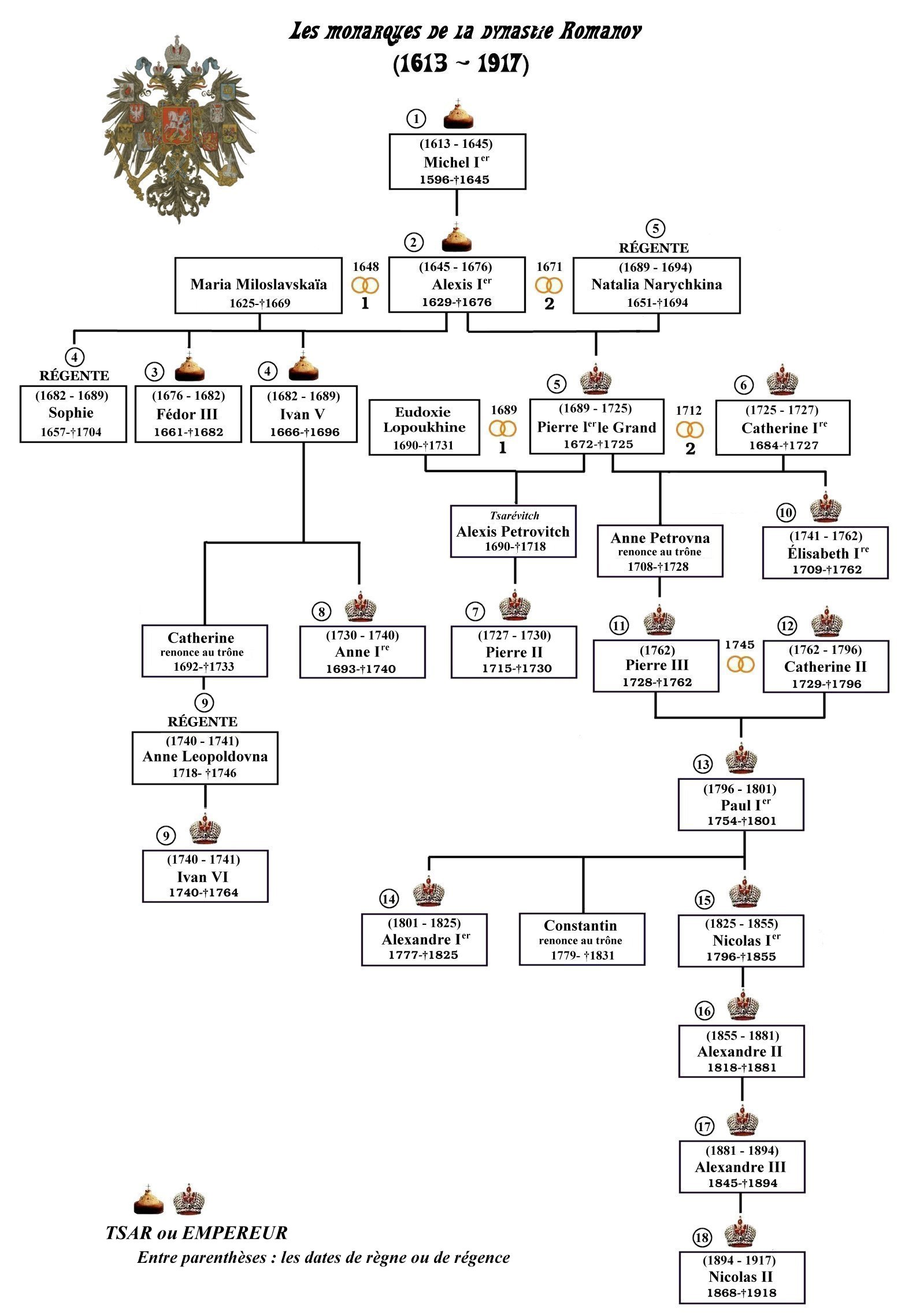

Un arbore genealogic sumar este: